# 呂慶安
呂慶安（1944年—2011年2月3日），臺灣嘉義縣水上鄉塗溝村人，以1983年騎機車飛越14輛大客車、與1984年首次達成24耐環島而聞名，有「台灣機車特技之父」之稱。

## 生平

### 少年
呂慶安為嘉義縣水上鄉塗溝村人，1944年生。弟弟為呂慶生，日後成為民進黨嘉義縣黨部人物。
呂慶安初中畢業後到嘉義市富源機車行做學徒，此為他舅舅所開。
18歲時，呂慶安見到日本車商表演機車特技，便開始自學特技，從只用後輪行駛開始練習。他將田地整理成為練習場，以做練習。並且，他與兄長呂慶和結識了中華民國空軍雷虎特技小組成員，一起研究各種機車特技。1962年，呂慶安首次在水上鄉鄉親面前公開表演，但失敗摔落，醫院昏迷兩天。

### 首次機車環島
呂慶安在1963年從雲林縣虎尾鎮以16小時騎到臺東縣後，就計畫以機車環島一周。1965年5月1日早，呂慶安與嘉義同鄉黃良雄從台北車站出發，計畫以每小時55公里的車速環島。為證明為從臺北到東臺灣、南臺灣、西臺灣的路程，台灣省總工會派人在12座車站候簽。但因在蘇澳鎮辦入山證就耽誤2小時、花蓮縣迷路、下雨等，才於2日下午3點到台北中山堂，晚6小時。黃德雄介紹環島紀錄時，指這次是臺灣有紀錄的第一次機車環島，但因當時路況不佳，直到1984年才由同一人首次達到24耐環島。

### 加入特技隊伍
鈴木在臺灣建機車廠後，找來呂慶安、呂慶和、黃良雄、黃政南、及陳照耀組成鈴木雷虎隊，表演機車特技。1966年12月11日，鈴木機車公司與中國廣播公司在台北市市立綜合運動場，合辦「機車駕駛安全示範表演」，由呂慶安、久保和夫等表演特技，並安排翁倩玉、蕭璐璐、王麗雲等女星試騎機車。
呂慶安在莿桐鄉訓練一支特技隊，同樣冠上「雷虎」之名。他以雷虎機車特技表演隊隊長之名，在1970年9月28日赴日本參加第廿八屆世界機車競賽大會。1971年5月8日到9日的全國機車安全駕駛示範表演，呂慶安在個人特技表演、兩百西西以上4000公尺爭先賽、一百西西以上飛車比遠為雷虎隊拿下第一。1972年到1974年，他以個人名義在國際機車障礙賽作特技表演。
1973年，呂慶安受富士電視台邀請，在日本表演機車特技，創下飛越72人的紀錄。

### 飛越多輛巴士
1970年代末，呂慶安於斗六鎮開設一家機車行。
呂慶安為刷新1975年由美國飛車手Evel Knievel越過13輛公車的紀錄，便在西螺溪畔的雷虎隊訓練場不斷苦練。為1978年4月23日與女友彭麗娟結婚，呂慶安計畫當天打破機車飛越紀錄。他便在莿桐的訓練場，以四百西西鈴木機車排練。但4月18日下午第三次練習時，他決定把木板跑架由8台尺加高到9台尺，結果跑架頂端摔落，送至斗六鎮陳外科治療。呂慶安在醫院治療了近半年後，以響應與美斷交自強救國運動，於1979年農曆大年初一到初三於嘉義縣立體育場舉行「愛國自強汽機車特技觀摩義演大會」，以求打破機車飛越紀錄來再度求婚。原先的未婚妻希望他不要再冒險從事飛車活動，但他不願意接受，因此分手。後來，呂慶安便與兩名女友各生一女、一男。
1983年2月23日，呂慶安在練習場成功越過13輛公車後，便決定公開表演。8月13日到18日，他在嘉義市體育場田賽場地內搭建升降鷹架助跑道，並借用14輛嘉義縣公車處大客車。8月14日上午11時45分，呂慶安於近萬名觀眾面前，不僅成功越過14輛，還超過2分之1的車身。五天下來，他在14日上下午、15日、16日都成功越過14輛。這幾天門票收入共新台幣87萬3800元，但同年9月7日他未納14萬2832元的娛樂稅及教育捐。
呂慶安弟呂慶生回憶，兄長那年以鈴木特製三百五十西西飛越大客車後，因此聲名大噪，從此就在各縣市巡迴演出。1984年2月6日，呂慶安在台南橄欖球場域重現飛越巴士表演時，又出意外，頭部內骨破裂內插。該年5月21日，呂慶安因去年表演的收入未繳稅，被嘉義地院推事傅金圳依違反《稅捐稽徵法》判處有期徒刑3個月。

### 達成一天環島
1984年10月10日，雙十節，蔡雲輔騎機車從舊金山出發，以橫跨北美洲到華盛頓。受蔡雲輔的影響，原先在該年2月受重傷的呂慶安，激起一天內以機車環繞臺灣一周的決心。他選用一千六百西西的進口重型機車。
1984年10月25日上午9點，台灣光復節，呂慶安在傾盆大雨中從國立中正紀念堂出發。出發時，有4名重機騎士在前頭列陣開導，從中山南路轉進羅斯福路，到新店才由呂慶安獨自循北宜公路直奔宜蘭。為證明確實環島一周，呂慶安請途經的警察局派出所給予簽發。除台9線蘇花公路段因坍方耽擱，於次日8點43分回到中正紀念堂，受小學同學羅原宗、機車迷陳照一等人迎接。
黃德雄指出在臺灣人中，直到1987年9月18日，才由20歲的全治民以23時15分打破呂慶安的紀錄。當時全治民是騎偉士牌一百八十西西，18日清晨0時從國立國父紀念館側門出發。路線經基隆往花蓮、台東，繞南迴公路從西海岸公路回到台北。記錄方式是由摩托車雜誌社贊助照相底片，以在沿途以明顯的路標為攝影留證。該年11月1日上午10點10分，為推廣耐力駕駛活動，呂慶安從中正紀念堂出發往東部行駛，經三天三夜，環島兩周。

### 晚年
對記者問呂慶安為何如此喜歡特技，他回答是喜歡刺激、與觀眾的掌聲，而機車又恰好拿手。隨著他年紀漸老、長期累積的舊傷，不再表演，練習場也已荒廢轉手。晚年的呂慶安獨居在塗溝村，與子女失聯。
2000年時，呂慶安因可以用來特技表演的自行車在嘉義市被少年們偷竊，又上了新聞版面。2002年，他因想把古坑鄉台糖崁腳農場闢建成國際級標準賽車場，而在4月9日去當地踏勘。
2011年2月2日除夕夜23時12分，呂慶安在嘉義騎健身用腳踏車行經臺1線272.8K、南下水上鄉路段時，遭18歲的廖峻毅載弟弟廖峻穀騎機車自後追撞，廖峻毅當場死亡，機車往前滑行近百公尺才停。呂慶安送醫後，於次日晚上6點多宣告死亡。

## 紀念
2017年10月28日到29日，第九屆「老車文化季」，嘉義市二二八紀念公園展出呂慶安的照片、文物等，以紀念已故的「台灣機車特技之父」。